# Marco Donadel
Marco Donadel (* 21. dubna 1983 Conegliano) je italský fotbalový trenér v současnosti trénující mládež v italském klubu ACF Fiorentina a bývalý záložník, který hrál celkem sedm sezon za ACF Fiorentina. Největší úspěch v klubové kariéře bylo vítězství v Italském poháru 2011/12. Kariéru ukončil v kanadském klubu hrající v MLS Montreal Impact v roce 2018.
Hrál i za mládežnickou reprezentaci Itálie se kterou získal zlatou medaili na ME U21 2004 i bronzovou medaili na OH 2004.

## Přestupy
- z AC Milán do ACF Fiorentina za 1 300 000 Euro[1]
- z ACF Fiorentina do SSC Neapol zadarmo[1]

## Hráčská statistika
| Sezóna  | Klub             | Liga    | Liga   | Liga | Ligové poháry | Ligové poháry | Ligové poháry | Kontinentální poháry | Kontinentální poháry | Kontinentální poháry | Celkem | Celkem |
| Sezóna  | Klub             | Soutěž  | Zápasy | Góly | Soutěž        | Zápasy        | Góly          | Soutěž               | Zápasy               | Góly                 | Zápasy | Góly   |
| ------- | ---------------- | ------- | ------ | ---- | ------------- | ------------- | ------------- | -------------------- | -------------------- | -------------------- | ------ | ------ |
| 2000/01 | AC Milán         | Serie A | 1      | 0    | IP            | 0             | 0             | LM                   | 0                    | 0                    | 1      | 0      |
| 2001/02 | AC Milán         | Serie A | 0      | 0    | IP            | 1             | 0             | LM                   | 1                    | 0                    | 2      | 0      |
| 2002/03 | US Lecce         | Serie B | 29     | 0    | IP            | 1             | 0             | -                    | 0                    | 0                    | 30     | 0      |
| 2003/04 | Parma AC         | Serie A | 24     | 0    | IP            | 2             | 0             | UEFA                 | 5                    | 0                    | 31     | 0      |
| 2004/05 | UC Sampdoria     | Serie A | 8      | 0    | IP            | 0             | 0             | -                    | 0                    | 0                    | 8      | 0      |
| 2005    | ACF Fiorentina   | Serie A | 14     | 0    | IP            | 1             | 0             | -                    | 0                    | 0                    | 15     | 0      |
| 2005/06 | ACF Fiorentina   | Serie A | 34     | 1    | IP            | 3             | 1             | -                    | 0                    | 0                    | 37     | 2      |
| 2006/07 | ACF Fiorentina   | Serie A | 19     | 0    | IP            | 2             | 0             | -                    | 0                    | 0                    | 21     | 0      |
| 2007/08 | ACF Fiorentina   | Serie A | 31     | 2    | IP            | 3             | 0             | UEFA                 | 10*                  | 1*                   | 44     | 3      |
| 2008/09 | ACF Fiorentina   | Serie A | 29     | 0    | IP            | 1             | 0             | LM+UEFA              | 2*+1                 | 0*+0                 | 33     | 0      |
| 2009/10 | ACF Fiorentina   | Serie A | 28     | 0    | IP            | 2             | 0             | LM                   | 9*                   | 0*                   | 39     | 0      |
| 2010/11 | ACF Fiorentina   | Serie A | 29     | 1    | IP            | 1             | 0             | -                    | 0                    | 0                    | 30     | 1      |
| 2011/12 | SSC Neapol       | Serie A | 0      | 0    | IP            | 1             | 0             | LM                   | 0                    | 0                    | 1      | 0      |
| 2012/13 | SSC Neapol       | Serie A | 4      | 0    | IPIS          | 1+0           | 0             | EL                   | 8                    | 0                    | 13     | 0      |
| 2013/14 | Hellas Verona FC | Serie A | 23     | 1    | IP            | 1             | 0             | -                    | 0                    | 0                    | 24     | 1      |
| 2015    | Montreal Impact  | MLS     | 28     | 1    | KP            | 2             | 0             | LM CON               | 4                    | 0                    | 34     | 1      |
| 2016    | Montreal Impact  | MLS     | 26     | 0    | KP            | 0             | 0             | -                    | 0                    | 0                    | 26     | 0      |
| 2017    | Montreal Impact  | MLS     | 19     | 2    | KP            | 2             | 0             | -                    | 0                    | 0                    | 21     | 2      |
| 2018    | Montreal Impact  | MLS     | 2      | 0    | KP            | 0             | 0             | -                    | 0                    | 0                    | 2      | 0      |
| Celkově | Celkově          | Celkově | 331    | 8    | -             | 23            | 1             | -                    | 40                   | 1                    | 398    | 10     |

Poznámky
- i s předkolem.

## Úspěchy

### Klubové
- 1× vítěz italského poháru (2011/12)

### Reprezentační
- 2× na ME 21 (2004 – zlato, 2006)
- 1× na OH (2004 – bronz)

### Vyznamenání
Řád zásluh o Italskou republiku (27. 9. 2004) z podnětu Prezidenta Itálie 